# Kari Rönnholm
Kari Juhani Rönnholm (Helsinki, 1º agosto 1945 – Kerava, 22 dicembre 1988) è stato un cestista finlandese.

## Carriera
Con la Finlandia ha disputato due edizioni dei Campionati europei (1965, 1967).